# Nattlek
Nattlek är en svensk dramafilm från 1966 i regi av Mai Zetterling. I rollerna ses bland andra Ingrid Thulin, Keve Hjelm, Lena Brundin, Naima Wifstrand, Monica Zetterlund och Jörgen Lindström.
Filmens förlaga var romanen med samma namn skriven av Zetterling, som även skrev filmens manus tillsammans med David Hughes. Inspelningen ägde rum på Penningby slott i Roslagen med Rune Ericson som fotograf. Musiken komponerades av Jan Johansson och Georg Riedel. Filmen klipptes senare av Paul Davies och premiärvisades i Venedig i Italien den 2 september 1966. Sverigepremiären ägde rum den 12 september. Filmen är 105 minuter lång och tillåten från 15 år. Den utgavs på DVD 2008.

## Handling
Filmen följer en mans kamp att frigöra sig från minnesbilder av sin mor. Filmen visar två parallella handlingar, en där huvudpersonen är 12 år och en där han är 35 år.

## Om filmen
Nattlek har visats i SVT, bland annat 2000, 2002, 2003, 2013 och i november 2019.

## Rollista
- Ingrid Thulin – Irene, modern
- Keve Hjelm – Jan som vuxen
- Jörgen Lindström – Jan, 12 år
- Lena Brundin – Mariana
- Naima Wifstrand – Astrid
- Monica Zetterlund	– Lotten
- Lauritz Falk – Bruno
- Rune Lindström – Albin
- Christian Bratt – Erland
- Lissi Alandh – Melissa
- Axel Fritz – Alex
- Willy Koblanck – Doktorn
- Britt Marie Råberg – en sköterska
- Georg Årlin – Dickson
- Cécile Ossbahr
- Anette Almén
- Chris Wahlström
- Cleo Boman
- Anita Hedström
- Bo Hederström
- Fylgia Zadig
- Nalle Knutsson
- Monique Ernstdotter
- Harry Schein – gäst på festen
- Bo Jonsson – gäst på festen
- Ragnar Arvedson